# 시호속

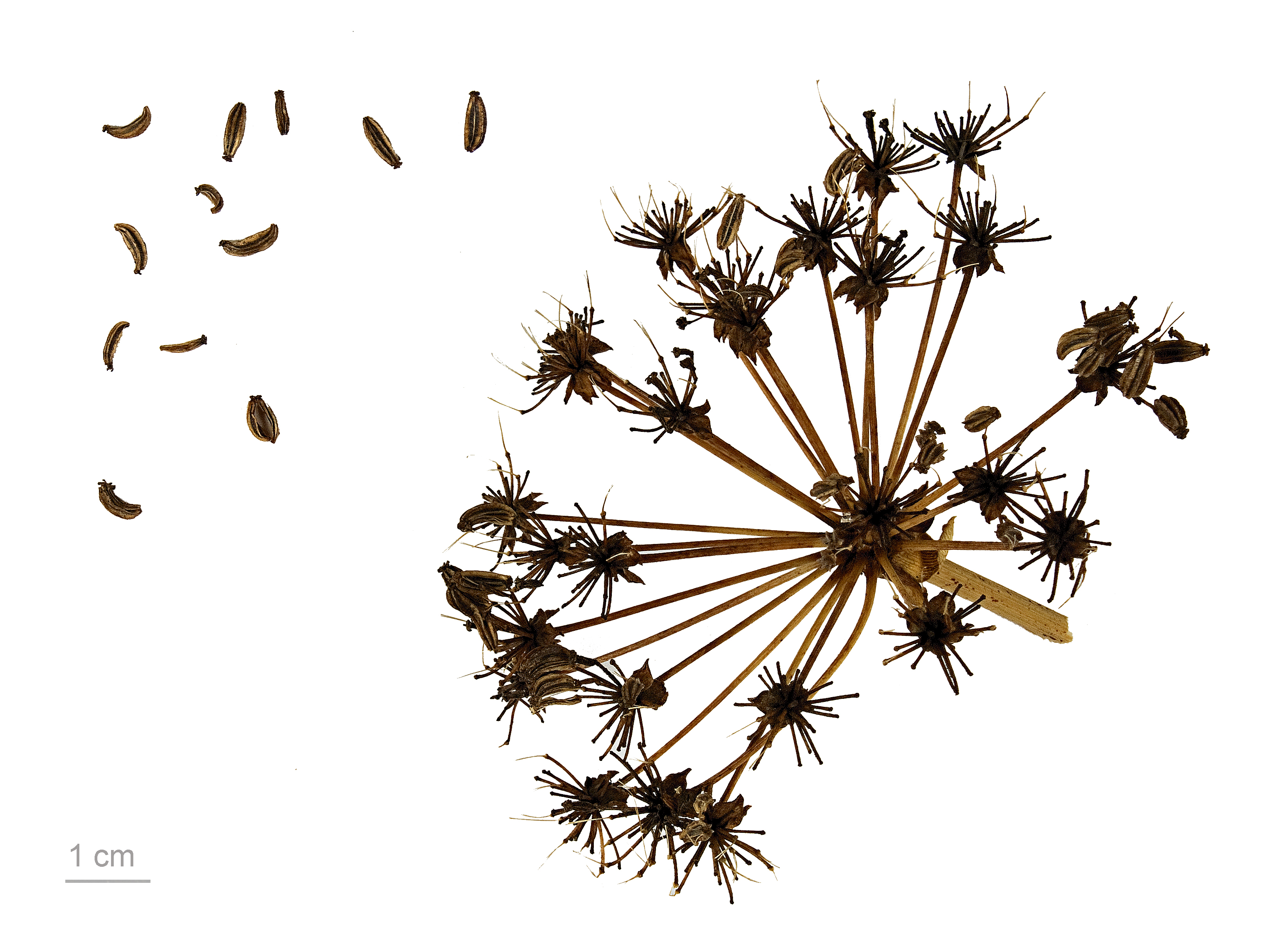
Bupleurum gibraltaicum

시호속(柴胡屬)은 미나리과에 속하는 속으로 약 185~195종을 포함하고 있다. 구세계 북반구에 거의 배타적으로 분포하지만 토착종 각 1종이 북아메리카와 남아프리카에 각각 자생한다.

## 일부 종
아래와 같은 종을 포함하고 있다.:
- B. chinense
- B. dianthifolium
- B. elatum
- 등대시호 (B. euphorbioides) Nakai
- 시호 (B. falcatum) L.
  - 참시호 (B. falcatum var. scorzoneraefolium) (Willd.) Ledeb.
- B. kakiskalae
- B. lancifolium
- 섬시호 (B. latissimum) Nakai
- 개시호 (B. longeradiatum) Turcz.
  - 좀시호 (B. longeradiatum for. leveillei) (Boissieu) Kitag.